# Аспропотаму – Зейтуни
Аспропотаму – Зейтуни е първата корекция на границата на Гърция след подписването на 22 март 1829 г. в Лондон на протокол, според който сухопътната граница с Османската империя на север се установява на линията Арта - Волос. По този начин Етолоакарнания, Балтос, Аграфа и Фтиотида остават извън Гърция.
Тя се установява по силата на лондонския протокол от 1830 г., който постановява че коригираната на юг гръцка граница започва от устието на Аспропотаму, откъдето следва фарватера до езерата, Ангелокастро, Врахори и езерото Саровица (Σαυροβίτσας) и от тях до Артотина. От Артотина следва билото на Оксас (Άξου; Вардусия), долината на Калури (Κοτούρης; Морнос) и по гребена на Ета достига до залива на Зейтун. Към Гърция остават остров Негропонте, Дяволските острови, Цикладските острови и остров Аморгос. 
На 21 юли 1832 г. е сключен Константинополския договор, потвърден на Лондонската конференция, който установява обаче окончателно сухопътна граница на Кралство Гърция на линията Арта - Волос. 
Според гръцката историография връщането на юг на първата гръцка граница е английско дело, за да няма новата държава връзка с владените от Британската империя по това време Йонийски острови. 